# Mutation Research
Die Zeitschrift Mutation Research, abgekürzt Mutat. Res., ist eine wissenschaftliche Fachzeitschrift, die vom Elsevier-Verlag veröffentlicht wird. Die Zeitschrift wurde mehrfach untergliedert. Derzeit erscheint die Zeitschrift mit vier Untertiteln:
- Mutation Research - Fundamental and Molecular Mechanisms of Mutagenesis
- Mutation Research - Genetic Toxicology and Environmental Mutagenesis
- Mutation Research - Reviews in Mutation Research
- DNA Repair

Fundamental and Molecular Mechanisms of Mutagenesis: (ISSN = 0027-5107), erscheint mit 12 Ausgaben im Jahr. Es werden Arbeiten veröffentlicht, die sich mit dem Nachweis von Mutationen und dem Mechanismus der Mutationsentstehung beschäftigen.
Der Impact Factor lag im Jahr 2014 bei 3,680. Nach der Statistik des ISI Web of Knowledge wird das Journal mit diesem Impact Factor in der Kategorie Biotechnologie und angewandte Mikrobiologie an 32. Stelle von 162 Zeitschriften, in der Kategorie Genetik und Vererbung an 49. Stelle von 167 Zeitschriften und in der Kategorie Toxikologie an 14. Stelle von 87 Zeitschriften geführt.
Genetic Toxicology and Environmental Mutagenesis: (ISSN = 1383-5718), erscheint mit 12 Ausgaben im Jahr. Es werden Arbeiten aus dem Feld der genetischen Toxikologie veröffentlicht, wobei der Fokus auf die Testung der Gentoxizität gelegt wird.
Der Impact Factor lag im Jahr 2014 bei 2,415. Nach der Statistik des ISI Web of Knowledge wird das Journal mit diesem Impact Factor in der Kategorie Biotechnologie und angewandte Mikrobiologie an 68. Stelle von 162 Zeitschriften, in der Kategorie Genetik und Vererbung an 90. Stelle von 167 Zeitschriften und in der Kategorie Toxikologie an 42. Stelle von 87 Zeitschriften geführt.
Reviews in Mutation Research: (ISSN = 1383-5742), erscheint mit sechs Ausgaben im Jahr. Es werden Übersichtsarbeiten aus dem gesamten Bereich der Mutationsforschung veröffentlicht.
Der Impact Factor lag im Jahr 2014 bei 6,213. Nach der Statistik des ISI Web of Knowledge wird das Journal mit diesem Impact Factor in der Kategorie Biotechnologie und angewandte Mikrobiologie an 13. Stelle von 162 Zeitschriften, in der Kategorie Genetik und Vererbung an 20. Stelle von 167 Zeitschriften und in der Kategorie Toxikologie an fünfter Stelle von 87 Zeitschriften geführt.